# Spencers Piloten
Spencers Piloten (im Original: Spencer’s Pilots) ist eine US-amerikanische Fernsehserie, die  ab dem 17. September 1976 bei CBS und ab dem 10. Juli 1977 im Ersten ausgestrahlt wurde.

## Handlung
Spencer Parrish besitzt eine kleine Charterflug-Gesellschaft in Kalifornien, nicht weit von San Diego, die Spencer’s Aviation. Seine beiden Piloten Stan Lewis und Cass Garrett übernehmen alle möglichen, teilweise sehr ungewöhnlichen Aufträge, für die Flugzeuge notwendig sind. So transportieren sie Strafgefangene, Dokumente, Sprengstoff oder Saatgut. Das Büro leitet Linda Dann, die selbst einen Pilotenschein hat. Für die Technik und Wartung der Flugzeuge ist der Mechaniker Mickey „Wig“ Wiggins zuständig. Spencer und seine Piloten erleben gefährliche und spannende Abenteuer, lösen sie aber mit fliegerischem Geschick, oft aber auch mit einer Menge Glück.

## Ausstrahlung
Obwohl elf Episoden gedreht (und in Deutschland synchronisiert und gesendet) wurden, wurde die Serie schon zwei Monate nach der Erstausstrahlung im Herbst 1976 im US-amerikanischen Fernsehen nach nur sechs Folgen abgesetzt. Zu der Sendezeit (freitags 20:00 Uhr EST) liefen auf den Konkurrenzsendern ABC und NBC die Serien Varity Show, Donny & Marie und Sanford and Son. Ersetzt wurde sie durch die, ebenfalls in Südkalifornien spielende Serie Code R.
Bereits zehn Monate später wurde die Serie in Deutschland jeweils sonntags um 16:55 Uhr im Nachmittagsprogramm der ARD erstausgestrahlt. Seit 1980 lief Spencers Piloten nicht mehr im deutschen Fernsehen.
Seit dem 7. Dezember 2012 ist die Serie als DVD-Box in einer deutschen und englischen Version erhältlich.